# Mesosa laosensis
Mesosa laosensis är en skalbaggsart som beskrevs av Stefan von Breuning 1935. Mesosa laosensis ingår i släktet Mesosa och familjen långhorningar.
Artens utbredningsområde är Laos. Inga underarter finns listade i Catalogue of Life.